# Alfio Fontana
Alfio Fontana (7. listopad 1932, Tradate, Italské království – 4. únor 2005 Milán, Itálie) byl italský fotbalový obránce.
Za Milán hrával již od mládí a vybojoval s ním posléze tři tituly v lize (1954/55, 1956/57, 1958/59) a hrál i ve finále poháru PMEZ 1957/58. V roce 1960 odešel do AS Řím se kterým vyhrál Veletržní pohár 1960/61 a také Italský pohár 1963/64. Po čtyřech sezonách u vlků odešel hrát do Sampdorie, kterou po jedné sezoně opustil a kariéru dohrál v roce 1968 ve čtvrté lize v Casale.
Za reprezentaci odehrál 3 utkání.

## Hráčská statistika
| Sezóna           | Klub             | Liga             | Liga   | Liga | Ligové poháry | Ligové poháry | Ligové poháry | Kontinentální poháry | Kontinentální poháry | Kontinentální poháry | Celkem | Celkem |
| Sezóna           | Klub             | Soutěž           | Zápasy | Góly | Soutěž        | Zápasy        | Góly          | Soutěž               | Zápasy               | Góly                 | Zápasy | Góly   |
| ---------------- | ---------------- | ---------------- | ------ | ---- | ------------- | ------------- | ------------- | -------------------- | -------------------- | -------------------- | ------ | ------ |
| 1952/53          | Milán            | Serie A          | 1      | 0    | -             | 0             | 0             | -                    | 0                    | 0                    | 1      | 0      |
| 1953/54          | Milán            | Serie A          | 1      | 0    | -             | 0             | 0             | -                    | 0                    | 0                    | 1      | 0      |
| 1954/55          | Milán            | Serie A          | 13     | 0    | IP            | 0             | 0             | -                    | 0                    | 0                    | 13     | 0      |
| 1955/56          | Triestina        | Serie A          | 25     | 0    | -             | 0             | 0             | -                    | 0                    | 0                    | 25     | 0      |
| 1956/57          | Milán            | Serie A          | 34     | 0    | -             | 0             | 0             | -                    | 0                    | 0                    | 34     | 0      |
| 1957/58          | Milán            | Serie A          | 32     | 4    | IP            | 6             | 1             | PMEZ                 | 9                    | 0                    | 47     | 5      |
| 1958/59          | Milán            | Serie A          | 34     | 1    | IP            | 1             | 0             | -                    | 0                    | 0                    | 35     | 1      |
| 1959/60          | Milán            | Serie A          | 32     | 1    | IP            | 0             | 0             | PMEZ                 | 4                    | 0                    | 36     | 1      |
| 1960/61          | Řím              | Serie A          | 31     | 1    | IP            | 3             | 0             | Stř. P+Vel.P         | 2+9                  | 0                    | 45     | 1      |
| 1961/62          | Řím              | Serie A          | 34     | 0    | IP            | 2             | 0             | Vel.P                | 2                    | 0                    | 38     | 0      |
| 1962/63          | Řím              | Serie A          | 34     | 0    | IP            | 1             | 0             | Vel.P                | 8                    | 0                    | 43     | 0      |
| 1963/64          | Řím              | Serie A          | 29     | 2    | IP            | 5             | 0             | Vel.P                | 5                    | 0                    | 39     | 2      |
| 1964/65          | Sampdoria        | Serie A          | 19     | 0    | IP            | 1             | 0             | -                    | 0                    | 0                    | 20     | 0      |
| Celkem v Serii A | Celkem v Serii A | Celkem v Serii A | 319    | 9    | -             | 1             | 1             | -                    | 39                   | 0                    | 377    | 10     |

## Hráčské úspěchy

### Klubové
- 3× vítěz italské ligy (1954/55, 1956/57, 1958/59)
- 1× vítěz italského poháru (1963/64)
- 1x vítěz veletržního poháru (1960/61)

### Reprezentační
- 1× na MP (1955–1960)